# Amt Kellinghusen-Land

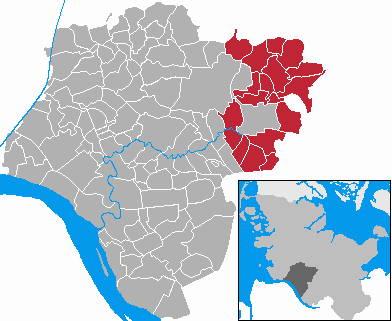
Lage des ehemaligen Amtes Kellinghusen-Land im Kreis Steinburg

Das Amt Kellinghusen-Land war ein Amt im Nordosten des Kreises Steinburg in Schleswig-Holstein. Der Verwaltungssitz befand sich in der Stadt Kellinghusen, die selbst nicht dem Amt angehörte. 
Das Amt hatte eine Fläche von 134 km² und 9100 Einwohner in den Gemeinden
- Auufer
- Brokstedt
- Fitzbek
- Hennstedt
- Hingstheide
- Mühlenbarbek
- Oeschebüttel
- Poyenberg
- Quarnstedt
- Rade
- Rosdorf
- Sarlhusen
- Störkathen
- Wiedenborstel
- Willenscharen
- Wittenbergen
- Wrist
- Wulfsmoor

## Geschichte

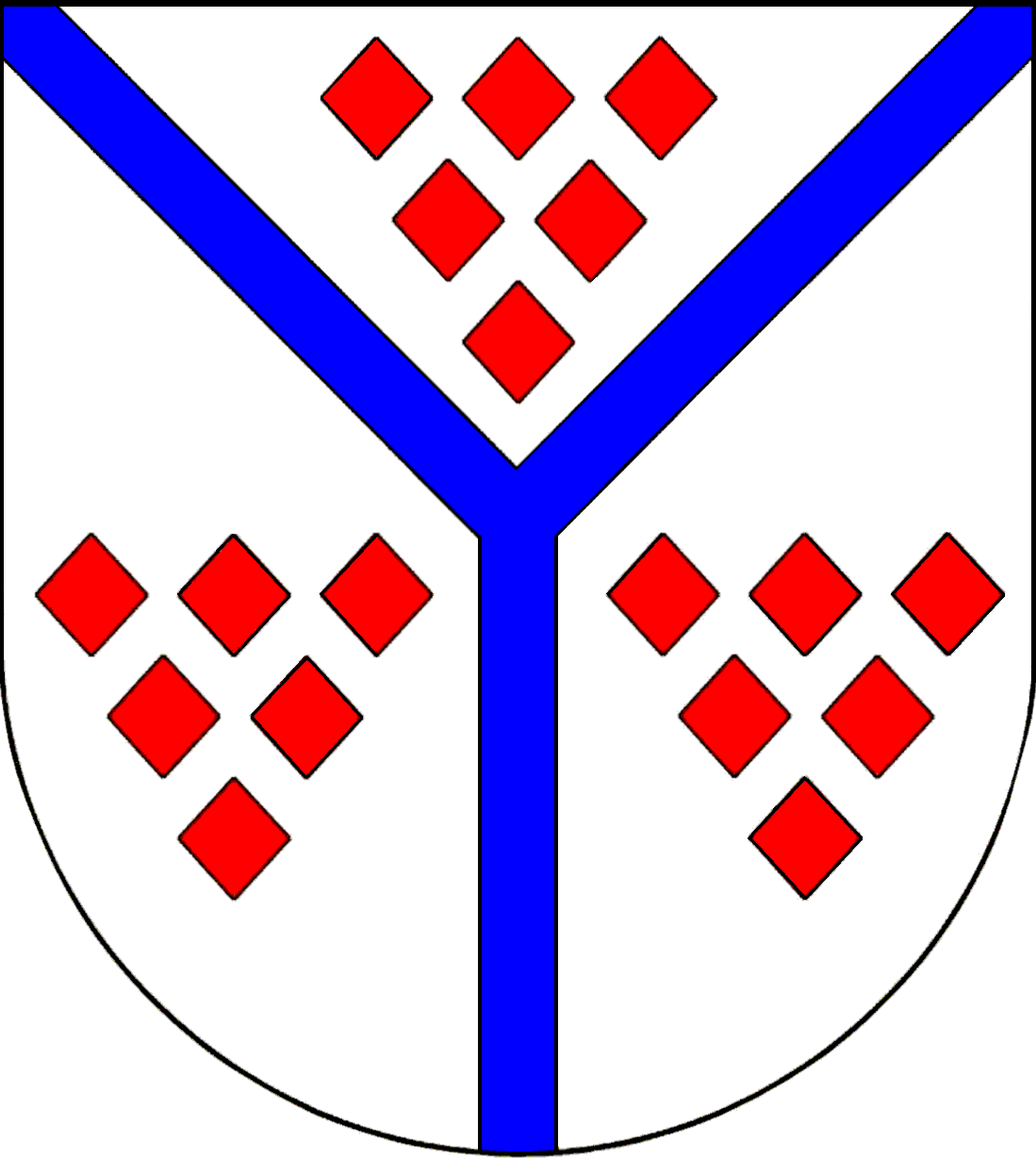
Wappen des ehem. Amtes Kellinghusen-Land

Das Amt Kellinghusen-Land wurde zum 1. April 1970 durch Zusammenlegung der 1948 gegründeten Ämter Brokstedt, Hennstedt und Kellinghusen-Land gebildet.
Zum 1. Januar 2008 löste sich das Amt auf und alle Gemeinden außer Auufer und Wittenbergen bildeten zusammen mit der bis dahin amtsfreien Stadt Kellinghusen und den beiden Gemeinden Hohenlockstedt und Lockstedt des ehemaligen Amtes Hohenlockstedt das Amt Kellinghusen. Die Gemeinden Auufer und Wittenbergen traten dem Amt Breitenburg bei.

## Wappen
Blasonierung: „In Silber eine blaue Deichsel. In den Winkeln jeweils sechs rote Rauten 3 : 2 : 1.“
Der Inhalt des Wappens bezieht sich auf geographischen und historischen Zusammenhänge. Die blaue Deichsel symbolisiert den Zusammenfluss von Stör und Bramau, die Dreiteilung des Schildes die drei Ursprungsämter. Die in drei Gruppen je zu sechst angeordneten roten Rauten vertreten die achtzehn zum Amt gehörenden Gemeinden. Die Tingierung hält sich an die schleswig-holsteinischen Landesfarben.